# Пайк (Каліфорнія)
Пайк (англ. Pike) — переписна місцевість (CDP) в США, в окрузі Сьєрра штату Каліфорнія. Населення — 159 осіб (2020).

## Географія
Пайк розташований за координатами 39°25′41″ пн. ш. 120°59′59″ зх. д. / 39.42806° пн. ш. 120.99972° зх. д. (39.427965, -120.999824).  За даними Бюро перепису населення США в 2010 році переписна місцевість мала площу 11,10 км², уся площа — суходіл.

## Демографія
Згідно з переписом 2010 року, у переписній місцевості мешкали 134 особи в 66 домогосподарствах у складі 39 родин. Густота населення становила 12 особи/км².  Було 90 помешкань (8/км²).
Расовий склад населення:
| - 97,0 % — білих - 1,5 % — азіатів - 0,7 % — корінних американців |

До двох чи більше рас належало 0,7 %. Частка іспаномовних становила 1,5 % від усіх жителів.
За віковим діапазоном населення розподілялося таким чином: 11,9 % — особи молодші 18 років, 67,2 % — особи у віці 18—64 років, 20,9 % — особи у віці 65 років та старші. Медіана віку мешканця становила 50,9 року. На 100 осіб жіночої статі у переписній місцевості припадало 100,0 чоловіків;  на 100 жінок у віці від 18 років та старших — 87,3 чоловіків також старших 18 років.
За межею бідності перебувало 39,8 % осіб, у тому числі 0,0 % дітей у віці до 18 років та 26,9 % осіб у віці 65 років та старших.
Цивільне працевлаштоване населення становило 31 осіб. Основні галузі зайнятості: сільське господарство, лісництво, риболовля — 51,6 %, будівництво — 38,7 %, публічна адміністрація — 9,7 %.